# 2002-es magyar vívóbajnokság
A 2002-es magyar vívóbajnokság a kilencvenhetedik magyar bajnokság volt. A bajnokságot december 13. és 14. között rendezték meg Budapesten, a Nemzeti Sportcsarnokban.

## Eredmények
| Versenyszám          | Arany                   | Arany | Ezüst                         | Ezüst | Bronz                                                         | Bronz |
| -------------------- | ----------------------- | ----- | ----------------------------- | ----- | ------------------------------------------------------------- | ----- |
| Férfi tőrvívás       | Marsi Márk MTK          |       | Huszka Zsombor MTK            |       | Berjozkin Anton Törekvés SESzabados Gábor Csata DSE-Csepel SC |       |
| Férfi párbajtőrvívás | Boczkó Gábor Bp. Honvéd |       | Imre Géza Bp. Honvéd          |       | Szőke Attila OMS-Tata VSEPádár Tamás Fless VK                 |       |
| Férfi kardvívás      | Nemcsik Zsolt Vasas SC  |       | Lengyel Balázs Vasas SC       |       | Ferjancsik Domonkos Vasas SCDecsi Tamás BSE                   |       |
| Női tőrvívás         | Mohamed Aida MTK        |       | Jeszenszky Szilvia Bp. Honvéd |       | Varga Katalin Bp. HonvédVarga Gabriella Bp. Honvéd            |       |
| Női párbajtőrvívás   | Szász Emese Bp. Honvéd  |       | Kiskapusi Dóra MTK            |       | Hormay Adrienn MTKSzékely Anna OSC                            |       |
| Női kardvívás        | Nagy Orsolya Újpesti TE |       | Sznopek Gabriella Újpesti TE  |       | Vécsey Anna Újpesti TEVarga Dóra Bp. Honvéd                   |       |